# Ulica Okopowa w Warszawie

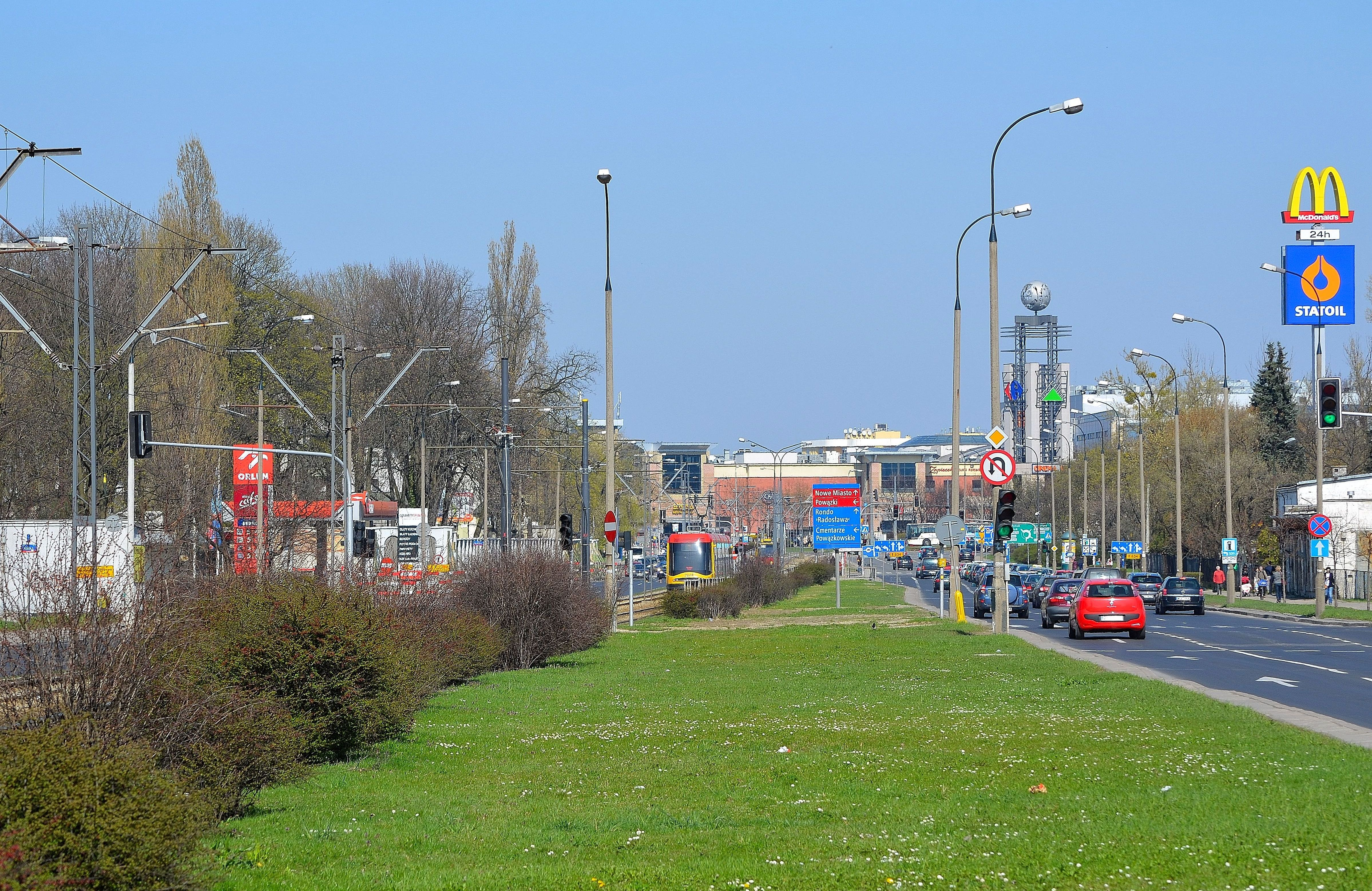
Ulica Okopowa na wysokości ulicy Kolskiej, widok w kierunku północnym

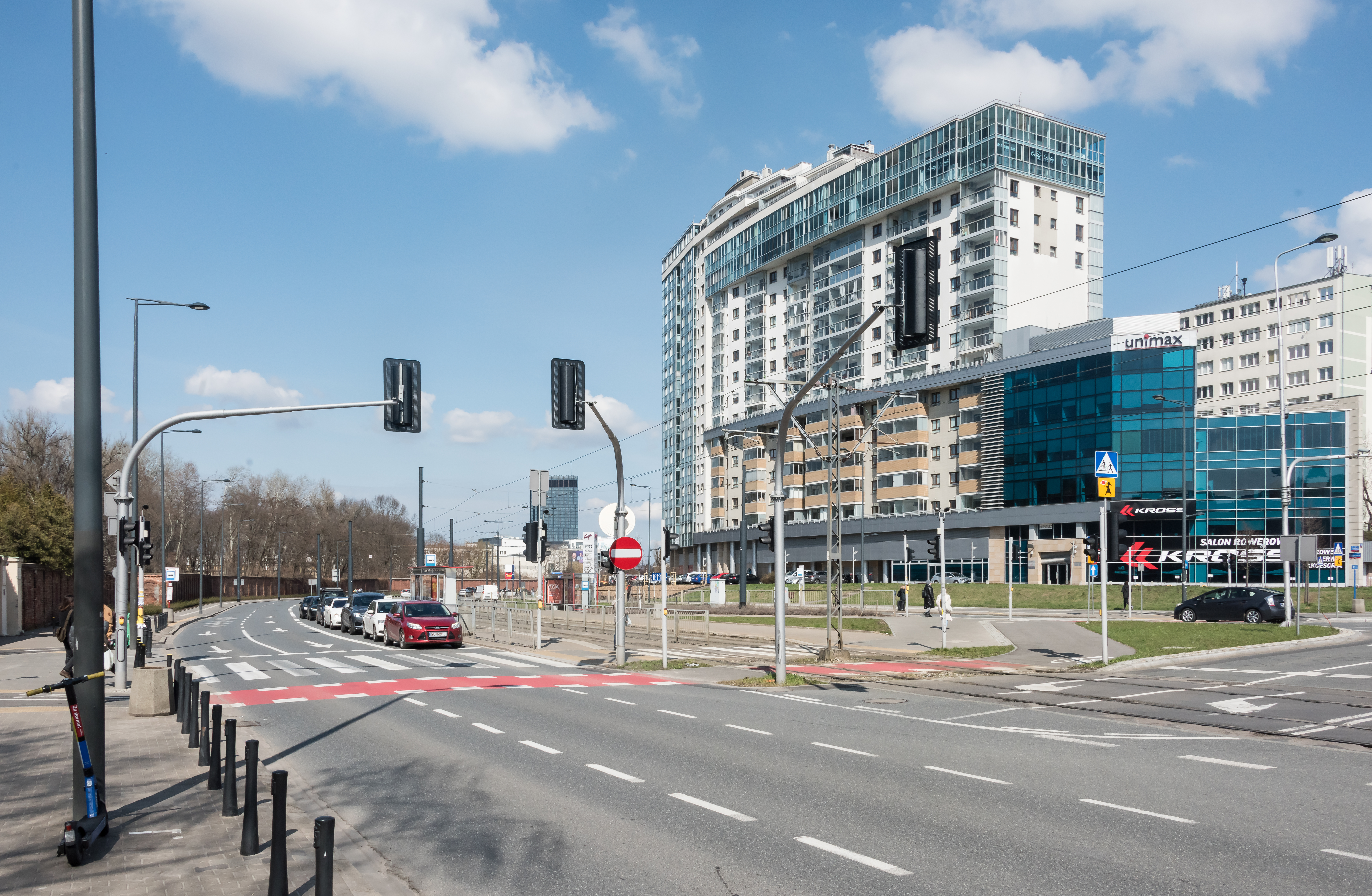
Ulica Okopowa na wysokości ulicy Anielewicza, widok w kierunku północnym

Okopowa – ulica w dzielnicy Wola w Warszawie.

## Historia
Pierwszą ulicą w Warszawie, której nadano tę nazwę (1770), była obecna ul. Klonowa. Taką samą nazwę nosiła także w przeszłości obecna ul. Bagatela.
Ulica powstała jako droga wewnętrzna przy okopach Lubomirskiego, jej początki sięgają roku 1784. W 1875 na miejscu wału i fosy Okopów wytyczono szeroką ulicę o nazwie Przedokopowa. Obecna nazwa utrwaliła się w okresie późniejszym.
W 1871 na terenie między obecnymi ulicami: Smoczą, Glinianą, Okopową i Niską, w miejscu zasypanych i splantowanych glinianek, rozpoczęła się budowa garbarni, działającej od lat 80. XIX wieku pod firmą Bracia Pfeiffer. Pierwotnie zakład został przypisany do numeracji ulicy Smoczej (nr 43), jednak po utworzeniu w 1940 getta warszawskiego uruchomiono nowy wjazd od strony ul. Okopowej i nadano nowy adres od tej ulicy (nr 58/72).
Po I wojnie światowej przy ulicy Okopowej mieściły się dwa schroniska dla bezdomnych, pod numerem 5 dla eksmitowanych z powodu niepłacenia czynszu oraz pod numerem 59 dla agresywnych i zdemoralizowanych, których usunięto z innych schronisk i noclegowni.
W 1926 pod nr. 43 zakończono budowę stadionu Skry Warszawa. Kompleks sportowy składał się z dwóch boisk (głównego i treningowego), a pierwsze mecze rozegrano tam na początku sezonu 1927. 
Zabudowa ulicy ucierpiała w czasie obrony Warszawy we wrześniu 1939. Zniszczony w czasie II wojny światowej stadion Skry, częściowo zajęty jako cmentarz ofiar pobliskiego getta, po 1945 nie został odbudowany, a klub przeniósł się na teren w rejonie skrzyżowania ulic: Wawelskiej i Żwirki i Wigury.
W latach 1949–1967 w rejonie północnej części ulicy zbudowano osiedle Muranów Zachodni. Ulica została przebudowana w 1959 i otrzymała nową nawierzchnię i jarzeniowe oświetlenie.

## Ważniejsze obiekty
- Cmentarz Powązkowski
- Kompleks dawnej Fabryki Garbarskiej Temler i Szwede (nr 78)
- Cmentarz żydowski (nr 49/51)
- Zespół Szkół im. Michała Konarskiego (nr 55a)
- Akademia Ekonomiczno-Humanistyczna (nr 59)
- Pomniki granic getta (na murze cmentarza od strony ul. Anielewicza oraz na rogu ul. Stawki)
- Siedziba Caritas Polska (nr 55)
- Dom Mody Klif
- Kompleks biurowy Spark
- Biurowiec City Gate (ul. Ogrodowa 58)

## Obiekty nieistniejące
- Rogatki Wolskie
- Ogród Rembaczewskiego
- Synagoga cmentarna w Warszawie
- Kercelak
- KL Warschau
- Hotel Czarny Kot